# Ampasimazava (Analanjirofo)
Ampasimazava is een plaats en commune in het oosten van Madagaskar, behorend tot het district Vavatenina, dat gelegen is in de regio Analanjirofo. Tijdens een volkstelling in 2001 telde de plaats 10.200 inwoners.
De plaats biedt enkel lager onderwijs aan. 80 % van de bevolking werkt als landbouwer en 5 % houdt zich bezig met veeteelt. Het belangrijkste landbouwproduct is rijst; andere belangrijke producten zijn kruidnagelen en lychee. Verder is 15% actief in de dienstensector.